# Хуан Баутіста Прімолі
Хуан Баутіста Прі́молі (ісп. Juan Bautista Prímoli; 10 жовтня 1673, Мілан — 11 вересня 1747, Місьйонес) — аргентинський архітектор.

## Біографія
Народився 10 жовтня 1673 року в місті Мілані (тепер Італія). З 1717 року працював в Аргентині і Парагваї.
Помер 11 вересня 1747 року.

## Роботи

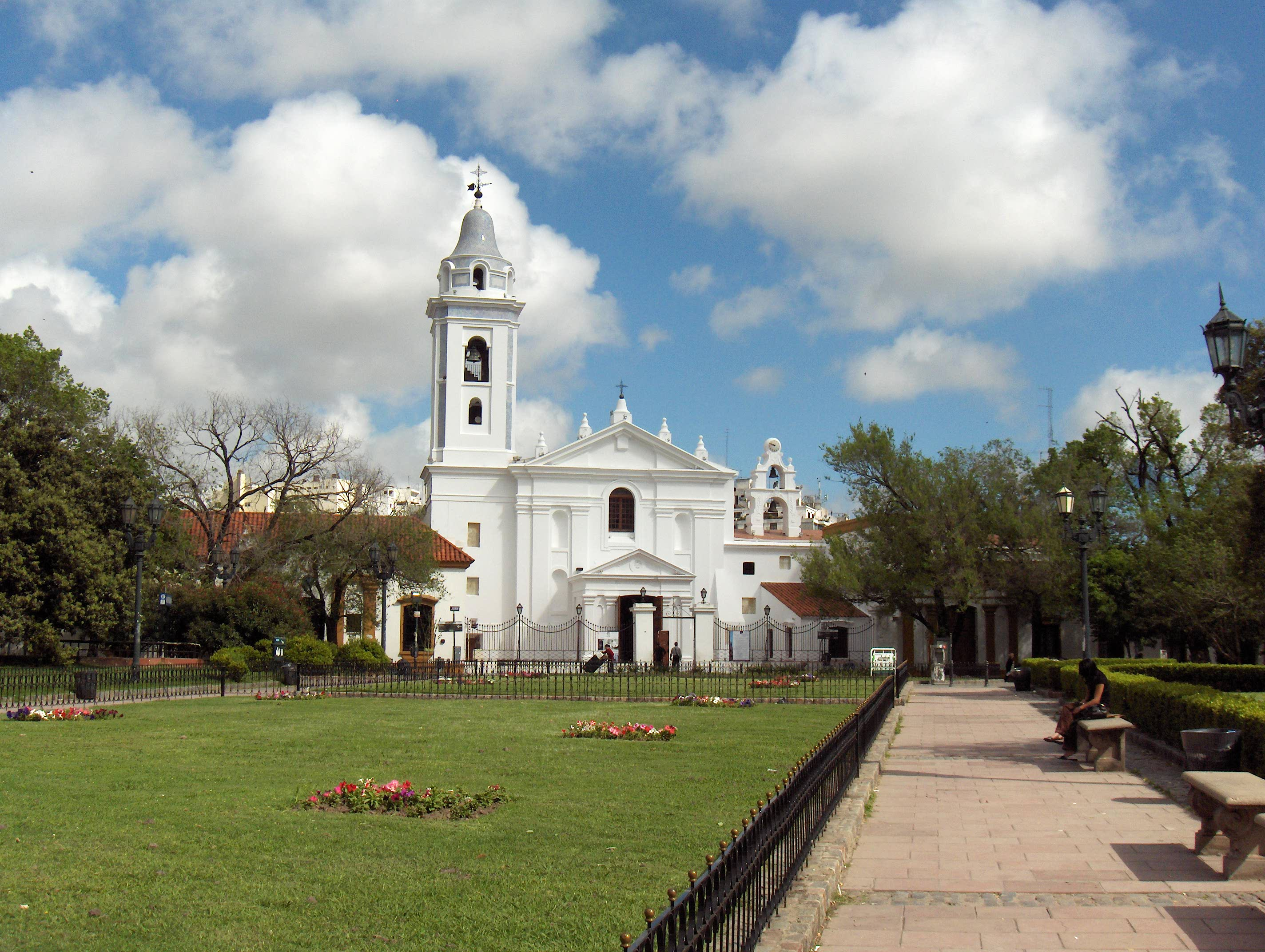
Церква Ель-Пілар.

Багато будівель Буенос-Айреса і Кордови побудував разом з архітектором Андресом Бланкі. Серед робіт:
- будівля кабільдо (1725—1765);
- церкви в Буенос-Айресі:
  - Ель-Пілар (1716—1732);
  - Сан-Франциско (1730—1754);
  - Сан-Тельмо (1735);
- церква в редукції Тринідад (Парагвай, 1745).